# Anna Hunkiewicz
Anna Hunkiewicz z domu Szulim (ur. 8 marca 1958 roku w Warszawie) – łyżwiarka figurowa, a później wieloletnia trenerka polskich łyżwiarzy figurowych. Jej podopieczni zdobywali znaczące tytuły w zawodach ogólnopolskich i międzynarodowych, w tym na XVII ZIO Lillehammer 1994, Mistrzostwach Polski, Mistrzostwach Świata oraz Mistrzostwach Europy a także na zawodach EYOF.

## Życiorys
Treningi łyżwiarstwa figurowego rozpoczęła w klubie „Sarmata” mając niespełna pięć lat. Następnie w 1970 roku reprezentując Warszawski Klub Łyżwiarstwa Figurowego „Ogniwo” została Mistrzynią Polski Juniorów. Jako reprezentantka kadry narodowej startowała na zawodach w Sofii, Bukareszcie, Heerenveen. Jej trenerem był Emanuel Koczyba 4 krotny mistrz Polski w tańcach na lodzie. Jako zawodniczka RKS „Marymont” Warszawa startowała w zawodach seniorskich zdobywając miejsca na podium.
Po zakończeniu kariery zawodniczej w 1985 roku rozpoczęła pracę w klubie RKS „Marymont”. Jest absolwentką Liceum Ogólnokształcącego im. Stefana Batorego w Warszawie. Ukończyła SGGW AR oraz AWF w Warszawie, uzyskując tytuł trenera II klasy. Była trenerem kadry Narodowej i Olimpijskiej.
Jej zawodniczka Anna Rechnio na Igrzyskach Olimpijskich w Lillehammer 1994r. zajęła 10. miejsce. Od 2003 roku jest trenerem koordynatorem Międzyszkolnego Uczniowskiego Klubu Sportowego „Euro 6” Warszawa. Klub „Euro 6” jest Organizacją Pożytku Publicznego. Od 20 lat jest przewodniczącą komitetu organizacyjnego międzynarodowych zawodów łyżwiarskich MiniEuropa. Była współorganizatorem Klubowego Pucharu Europy (European Criterium), w którym wraz ze swoimi zawodnikami z RKS Marymont Warszawa 8 krotnie zajęła I miejsce.
Posiada uprawnienia sędziego. Jest działaczką społeczną, współpracowała między innymi ze: Stowarzyszeniem „Damy Rade”, Fundacją Prometeusz dla Seniorów, wraz ze klubem „Euro 6” grała w Wielkiej Orkiestrze Świątecznej Pomocy.  Od 2002r. jest współorganizatorką Memoriału Emanuela Koczyby w Piasecznie. Organizowała przedstawienia łyżwiarskie „Dzieci Dzieciom” podczas, których zbierane były maskotki, książki i drobne upominki dla małych pensjonariuszy z Centrum Zdrowia Dziecka. Jest nauczycielem dyplomowanym. Była zatrudniona w Szkole Podstawowej nr 29, Szkole Podstawowej nr 48, Zespole Szkół nr 10 i nr 60. Jej zawodnicy startowali w kategorii solistów i par sportowych. Zawodnicy Anny Hunkiewicz będący członkami kadry narodowej: medaliści Mistrzostw Polski, uczestnicy zawodów w serii JGP, Mistrzostw Świata Juniorów, Seniorów, Mistrzostw Europy, EYOF, a byli nimi m.in.:
- Anna Rechnio[15]
- Anna Rudnicka
- Aneta Kowalska i Łukasz Różycki
- Anna Buniewicz i Roger Sawicki
- Joanna Sulej i Maciej Lewandowski
- Rita Chałubińska
- Marta Głuchowska
- Przemysław Domański
- Edwin Siwkowski
- Ilona Senderek[16]
- Egor Khlopkov[17]
- Oktawia Ścibior
- Aneta Wojcińska
- Oliwia Rzepiel[18]

Jej zawodnicy po zakończeniu kariery sportowej nadal związani są ze sportem, pracują jako trenerzy w Polsce oraz poza jej granicami, zostali sędziami łyżwiarskim, pracują jako nauczyciele W-F. Kilkoro z nich trafiło do rewii łyżwiarskich. Brali udział w programie telewizyjnym „Gwiazdy tańczą na lodzie”. Nadal pracuje w klubie „Euro 6” szkoląc zawodników w różnych kategoriach wiekowych.

## Odznaczenia
- Srebrna Odznaka „Zasłużony Działacz Kultury Fizycznej”

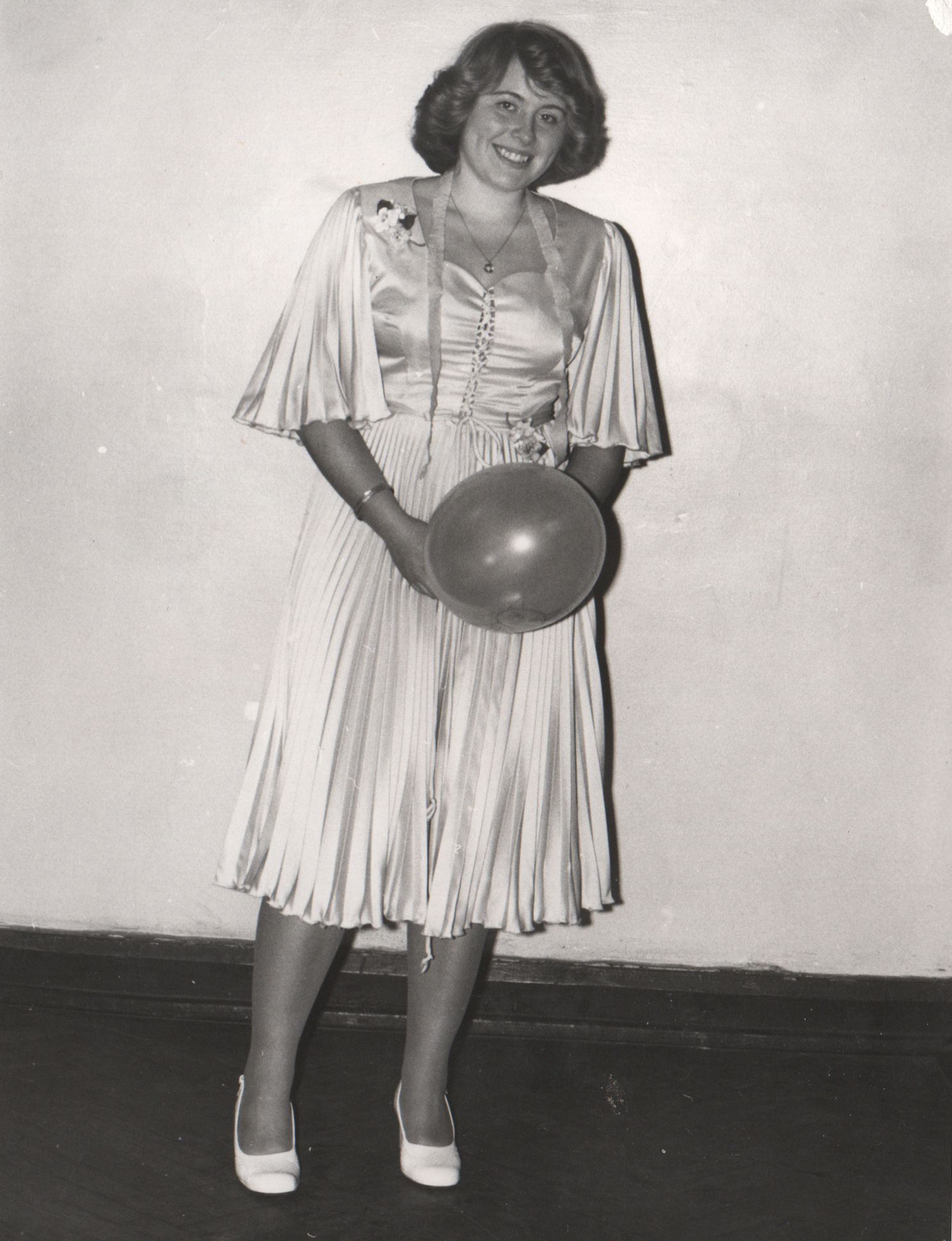
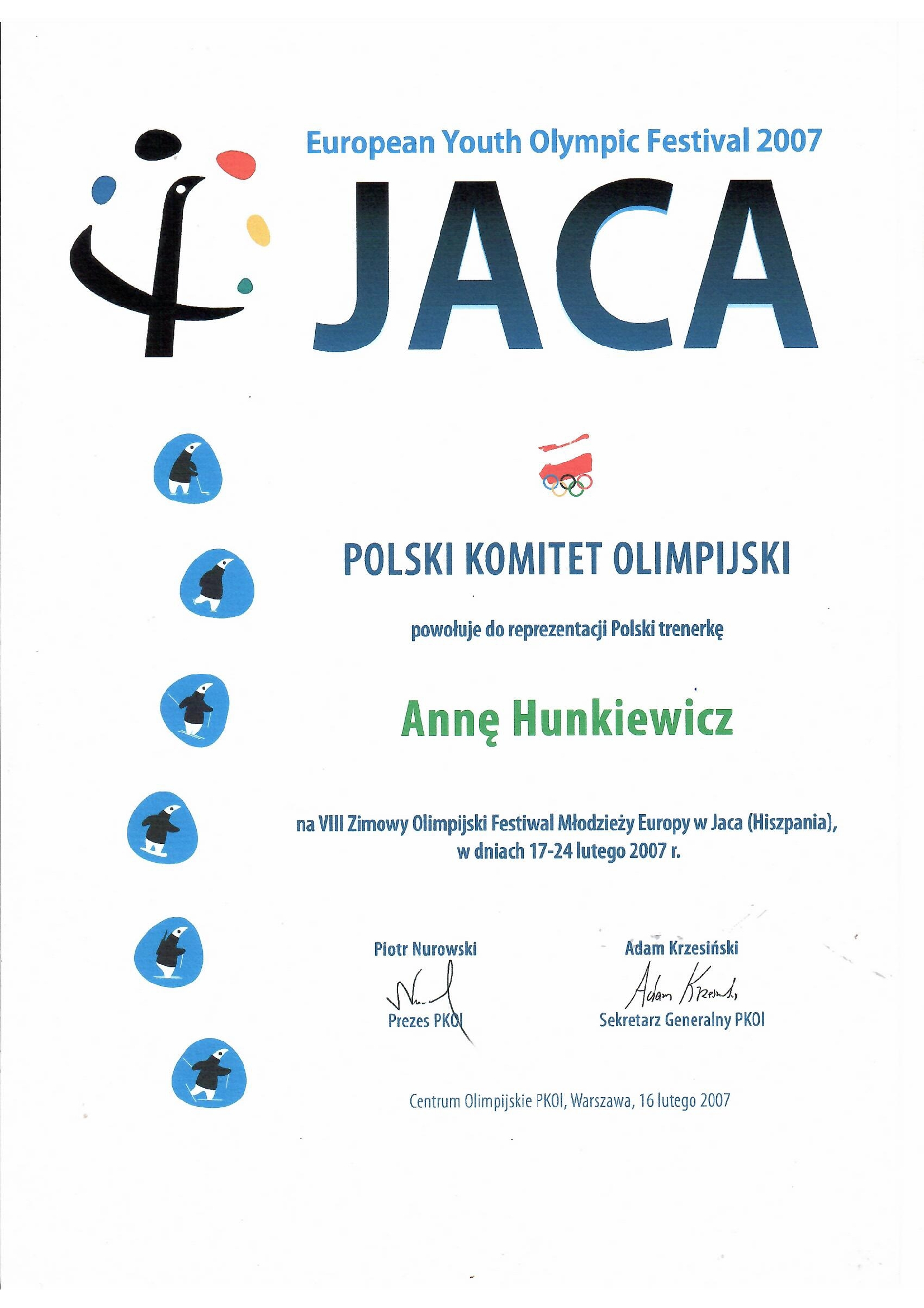
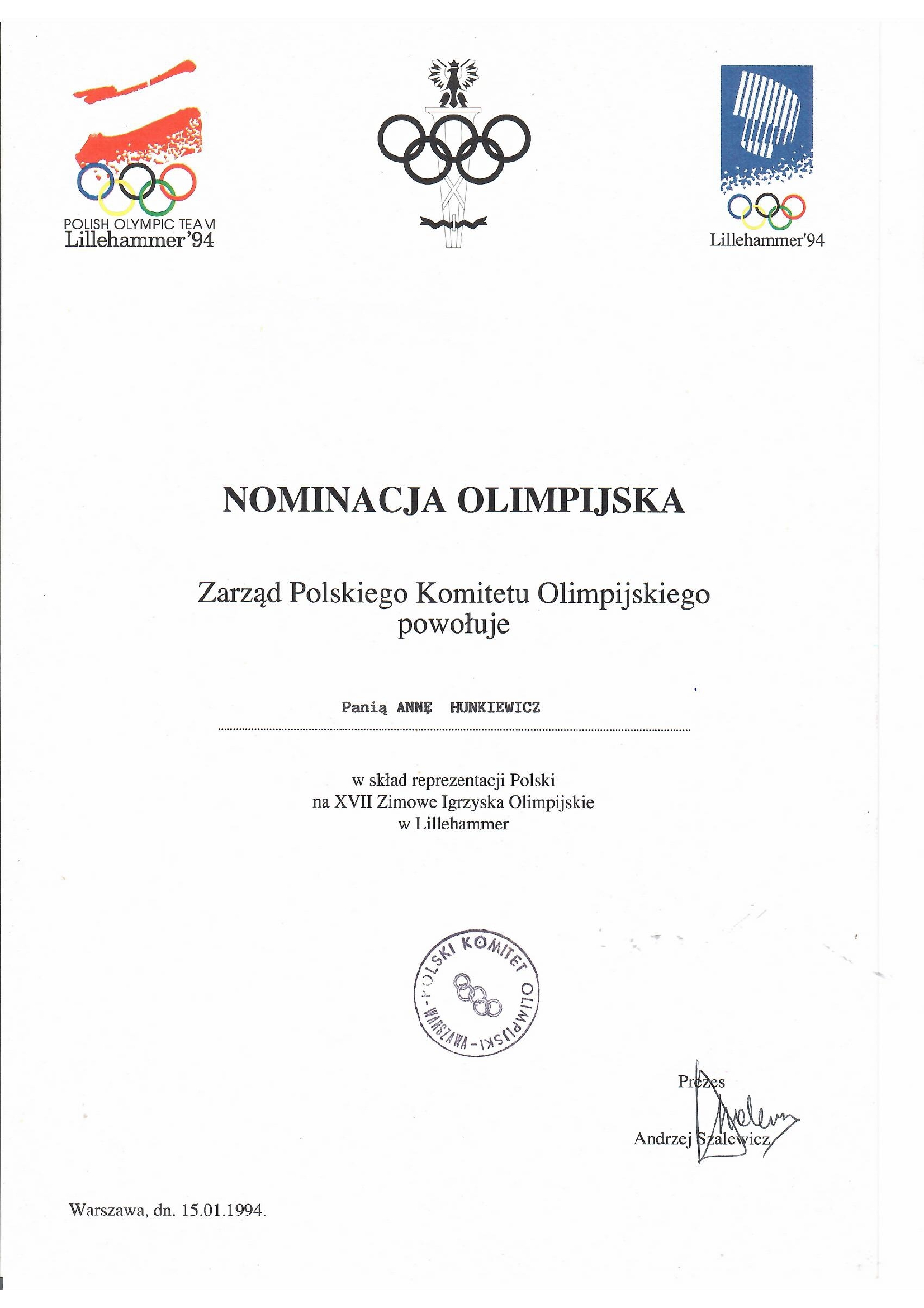